# Pseudobagrus eupogoides
Pseudobagrus eupogoides är en fiskart som beskrevs av Wu, 1930. Pseudobagrus eupogoides ingår i släktet Pseudobagrus och familjen Bagridae. Inga underarter finns listade i Catalogue of Life.